# Операторская тележка
Опера́торская тележка (англ. Dólly) — тележка с укреплённым на ней киносъёмочным аппаратом или телевизионной камерой, предназначенная для съёмки с движения и придания выразительности изображению. Название «Долли», как и производное от него слово «дольщик», обозначающее профессию, происходит от голливудского названия операторской тележки Dolly. Кроме камеры, грузоподъёмность тележки обычно позволяет нести оператора, а иногда и его ассистента, для которых предусматриваются лёгкие сиденья.

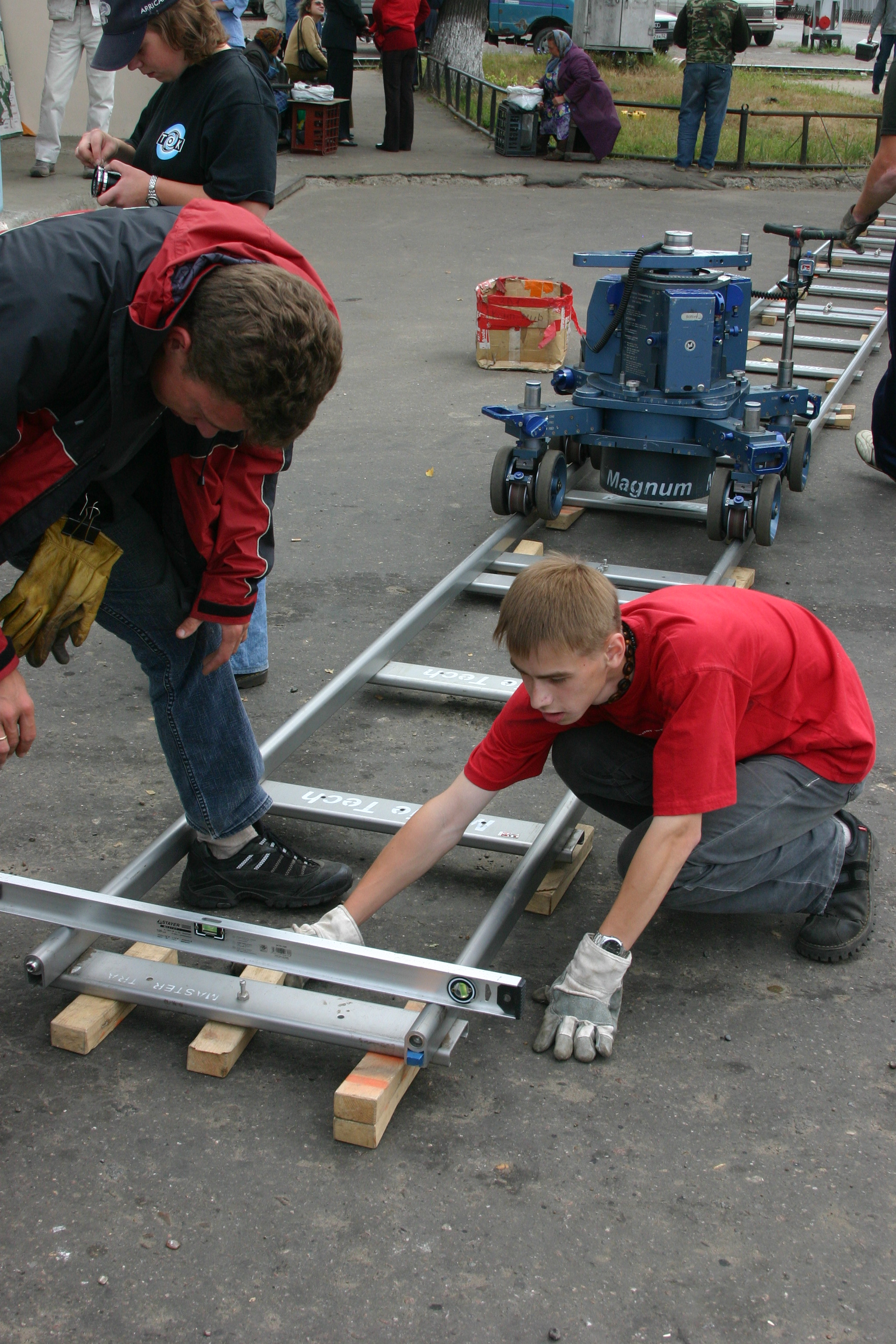
Дольщик монтирует рельсы, на которых установлена операторская тележка с универсальными колёсами

## Разновидности
Операторская тележка может устанавливаться на рельсы, а может быть оснащена обрезиненными колёсами. В профессиональной практике и, особенно, студийной съёмке наибольшее распространение получили тележки, движущиеся по рельсам, поскольку обеспечивают наиболее плавное движение, а также точную повторяемость отрепетированных движений камеры. При съёмках на натуре иногда используются тележки на колёсах, поскольку прокладка рельсов возможна не везде и занимает много времени. Современные тележки профессионального типа, как правило, оснащаются универсальными колёсами с двойным обрезиненным бандажом (см. фото), пригодными как для движения по рельсам, так и по ровным поверхностям. В случаях, когда профиль поверхности не позволяет использовать тележку на колёсах, делается специальный настил, чаще всего из фанеры, предназначенный для придания плавности движениям тележки.
Перемещение тележки без рельсов может происходить прямолинейно или по дуге окружности. Для управления поворотом в конструкции ходовой части предусматривается специальный рулевой механизм, поворачивающий одну или две пары колёс. Многие из современных тележек снабжены приводом колонны или стрелы (руки), который может быть ручным, электромеханическим или гидравлическим. Как правило, такой привод управляется электронным блоком, позволяющим не только задавать параметры его движения, но и запоминать их для повторного использования. Рельсы, применяющиеся для установки тележек, изготавливаются из алюминиевого или резинового профиля круглого, реже — прямоугольного сечения. Колея рельсового пути операторских тележек имеет несколько стандартных значений. Наибольшее распространение получила ширина рельсового пути 62 или 36 сантиметров, но существуют и другие стандарты колеи до 1 метра.
Тележкой управляет дольщик и его команда (англ. Dolly Grip), которая вместе с кранмейстером прикрепляется к операторской группе на всё время съёмок. Команда осуществляет монтаж рельсов для тележки или настила и отвечает за точность движения.
В некоторых случаях на тележку устанавливается малый операторский кран или гидравлический подъёмник небольшой высоты, придающий камере ещё большую свободу перемещения. Такое устройство называется кран-тележкой. В случае использования кран-тележки камера может совершать сложное движение не только по горизонтали, но и в вертикальной плоскости; требуется отслеживать центр тяжести.
Существует отдельный класс роботизированных тележек, работающих без оператора и движущихся при помощи привода, управляемого дистанционно. Управление камерой и объективом также происходит дистанционно при помощи панорамной головки с электроприводом и видеоконтроля. Такие тележки позволяют вести съёмку в труднодоступных местах или там, где крупная тележка с оператором и дольщиком может загораживать обзор: например, на спортивных соревнованиях.
Роботизированные тележки, обладающие возможностью точного повторения движений и панорамирования камеры, используются для комбинированных съёмок по технологии Motion control.
В последнее время на телевидении получило распространение использование в качестве операторской тележки сегвея в комбинации с системой стабилизации «Стэдикам». Это придаёт оператору большую свободу движения, что важно при непредсказуемом характере движения тележки, например, при съёмке спортивных мероприятий.

## Ключевые производители
До недавнего времени операторские тележки, применявшиеся исключительно в производстве художественных фильмов, изготавливались непосредственно на киностудиях или по их заказам, чаще всего в единственном экземпляре или небольшими партиями. В настоящее время распространение тележек Dolly в телевидении и даже видеографии создало большую потребность в подобных устройствах. Ключевыми производителями этой продукции на сегодняшний день являются MovieTech, Cambo, Chapman/Leonard Studio Equipment, Cinetech Italiana, Grip Factory Munich, J. L. Fisher, Panther, Porta Jib и Solid Grip Systems.